# Зграда Државне хипотекарне банке у Ваљеву
Зграда Државне хипотекарне банке у Ваљеву је грађевина која је саграђена 1939. године. С обзиром да представља значајну историјску грађевину, проглашена је непокретним културним добром Републике Србије. Налази се у Ваљеву, под заштитом је Завода за заштиту споменика културе Ваљево.

## Историја
Зграда Државне хипотекарне банке у Ваљеву је подигнута у центру Ваљева 1939. године, према пројекту руског архитекте Василија Вилхелма фон Баумгартена. Саграђен је као слободно стојећи објекат на локацији на којој се налазила кућа знамените породице Ненадовић. Потпуно јасна кубична форма објекта га је одвојила од академизма. Улаз у банку је широк, висок и у потпуности застакљен. У ентеријеру споменика културе се налазе рељефи са представом Илије Бирчанина и Алексе Ненадовића које је заједно са онима на фасади урадио вајар Владимир Загородњук. У издигнутом приземљу се налази шалтер сала која је осветљена са улазне стране и са сва три зида на којима се налази већи број високих прозора. Иако је првобитно била пројектована као слободно стојећи објекат његова изворна архитектонска модерност је угрожена у послератном периоду дозиђивањима и надоградњом са мансардним кровом. У централни регистар је уписана 5. августа 2020. под бројем СК 2238, а у регистар Завода за заштиту споменика културе Ваљево 12. фебруара 2020. под бројем СК 220.